# 莫寧格羅里 (肯塔基州)
莫寧格羅里（英語：Morning Glory）是位於美國肯塔基州尼古拉斯縣的一個非建制地區。

## 地理
莫寧格羅里所處的海拔為高於海平面235米（即771英呎），而該地所採用的時區為UTC-5，即北美東部時區（EST）。同時該地設有夏令時間，為UTC-5調快一小時，即UTC-4（EDT）。